# Olympische Sommerspiele 1988/Teilnehmer (Ungarn)
| Gelbes Symbol für Goldmedaillen mit stilisierten Olympischen Ringen | Graues Symbol für Silbermedaillen mit stilisierten Olympischen Ringen | Braundes Symbol für Bronzemedaillen mit stilisierten Olympischen Ringen |
| ------------------------------------------------------------------- | --------------------------------------------------------------------- | ----------------------------------------------------------------------- |
| 11                                                                  | 6                                                                     | 6                                                                       |

Ungarn nahm an den Olympischen Sommerspielen 1988 in Seoul mit einer Delegation von 188 Athleten (152 Männer und 36 Frauen) an 135 Wettkämpfen in 20 Sportarten teil. Fahnenträger bei der Eröffnungsfeier war der Kanute István Vaskuti.

## Teilnehmer nach Sportarten

### Boxen
Männer
- Gyula Alvics
Schwergewicht: Viertelfinale

- Imre Bácskai
Weltergewicht: 2. Runde

- Lajos Erős
Halbschwergewicht: Viertelfinale

- Zoltán Füzesy
Mittelgewicht: Viertelfinale

- Róbert Isaszegi
Halbfliegengewicht: Bronze

- Lóránt Szabó
Halbweltergewicht: 2. Runde

- László Szőke
Federgewicht: 1. Runde

- István Turu
Leichtgewicht: 3. Runde

- János Váradi
Fliegengewicht: 3. Runde

### Fechten
| Männer - Imre Bujdosó Säbel, Einzel: 19. Platz Säbel, Mannschaft: Gold - István Busa Florett, Mannschaft: Bronze - László Csongrádi Säbel, Mannschaft: Gold - Zsolt Érsek Florett, Einzel: 5. Platz Florett, Mannschaft: Bronze - László Fábián Degen, Mannschaft: 6. Platz - Róbert Gátai Florett, Einzel: 14. Platz Florett, Mannschaft: Bronze - Imre Gedővári Säbel, Einzel: 15. Platz Säbel, Mannschaft: Gold - Ferenc Hegedűs Degen, Mannschaft: 6. Platz - Ernő Kolczonay Degen, Einzel: 10. Platz Degen, Mannschaft: 6. Platz - György Nébald Säbel, Einzel: 5. Platz Säbel, Mannschaft: Gold - Szabolcs Pásztor Degen, Einzel: 36. Platz Degen, Mannschaft: 6. Platz - Zoltán Székely Degen, Einzel: 20. Platz Degen, Mannschaft: 6. Platz - Bence Szabó Säbel, Mannschaft: Gold - Pál Szekeres Florett, Einzel: 28. Platz Florett, Mannschaft: Bronze - István Szelei Florett, Mannschaft: Bronze | Frauen - Zsuzsanna Jánosi Florett, Einzel: 4. Platz Florett, Mannschaft: Bronze - Edit Kovács Florett, Einzel: 16. Platz Florett, Mannschaft: Bronze - Gertrúd Stefanek Florett, Einzel: 6. Platz Florett, Mannschaft: Bronze - Zsuzsanna Szőcs Florett, Einzel: Florett, Mannschaft: Bronze - Katalin Tuschák Florett, Einzel: Florett, Mannschaft: Bronze |

### Gewichtheben
Männer
- Zoltán Balázsfi
Mittelschwergewicht: 9. Platz

- László Barsi
Leichtschwergewicht: DNF

- János Bökfi
I. Schwergewicht: 4. Platz

- Attila Buda
Mittelschwergewicht: 5. Platz

- Kálmán Csengeri
Mittelgewicht: 4. Platz wegen Dopings disqualifiziert

- József Jacsó
II. Schwergewicht: Silber

- István Kerek
Leichtgewicht: 7. Platz

- István Messzi
Leichtschwergewicht: Silber

- Béla Oláh
Fliegengewicht: 7. Platz

- Andor Szanyi
I. Schwergewicht:  Silber  wegen Dopings disqualifiziert

### Handball
Männer
- 4. Platz

- Kader
Imre Bíró
József Bordás
Ottó Csicsay
János Fodor
János Gyurka
László Hoffmann
Mihály Iváncsik
Mihály Kovács
Péter Kovács
László Marosi
Tibor Oross
Jakab Sibalin
László Szabó
Géza Tóth

### Judo
Männer
- Tamás Bujkó
Halbleichtgewicht: 5. Platz

- József Csák
Ultraleichtgewicht: 12. Platz

- István Dubrovszky
Schwergewicht: 5. Platz

- János Gyáni
Mittelgewicht: 11. Platz

- Bertalan Hajtós
Leichtgewicht: 5. Platz

- Károly Németh
Halbmittelgewicht: 34. Platz

- István Varga
Halbschwergewicht: 12. Platz

### Kanu
| Männer - Attila Ábrahám Kajak-Zweier, 500 Meter: Bronze Kajak-Vierer, 1000 Meter: Gold - Ferenc Csipes Kajak-Einer, 1000 Meter: 9. Platz Kajak-Zweier, 500 Meter: Bronze Kajak-Vierer, 1000 Meter: Gold - Zsolt Gyulay Kajak-Einer, 500 Meter: Gold Kajak-Vierer, 1000 Meter: Gold - Tibor Helyi Kajak-Zweier, 1000 Meter: 9. Platz - Sándor Hódosi Kajak-Vierer, 1000 Meter: Gold - Gusztáv Leikep Canadier-Zweier, 1000 Meter: 7. Platz - Imre Pulai Canadier-Einer, 1000 Meter: 6. Platz - András Rajna Kajak-Zweier, 1000 Meter: 9. Platz - János Sarusi Kis Canadier-Zweier, 500 Meter: 6. Platz - Attila Szabó Canadier-Einer, 500 Meter: 4. Platz - Gábor Takács Canadier-Zweier, 1000 Meter: 7. Platz - István Vaskuti Canadier-Zweier, 500 Meter: 6. Platz | Frauen - Erika Géczi Kajak-Vierer, 500 Meter: Silber - Rita Kőbán Kajak-Einer, 500 Meter: 4. Platz Kajak-Vierer, 500 Meter: Silber - Erika Mészáros Kajak-Zweier, 500 Meter: 4. Platz Kajak-Vierer, 500 Meter: Silber - Éva Rakusz Kajak-Zweier, 500 Meter: 4. Platz Kajak-Vierer, 500 Meter: Silber |

### Leichtathletik
| Männer - István Bagyula Stabhochsprung: 7. Platz - György Bakos 110 Meter Hürden: Viertelfinale 4 × 100 Meter: 8. Platz - György Fetter 100 Meter: Viertelfinale - Tibor Gécsek Hammerwurf: 6. Platz - László Karaffa 4 × 100 Meter: 8. Platz - Attila Kovács 100 Meter: Halbfinale 200 Meter: Viertelfinale 4 × 100 Meter: 8. Platz - Dezső Szabó Zehnkampf: 13. Platz - László Szalma Weitsprung: 6. Platz - Imre Szitás Hammerwurf: 7. Platz - István Tatár 100 Meter: Viertelfinale 4 × 100 Meter: 8. Platz - Sándor Urbanik 20 Kilometer Gehen: 21. Platz 50 Kilometer Gehen: DNF - József Vida Hammerwurf: 15. Platz in der Qualifikation | Frauen - Erika Fazekas-Veréb 10.000 Meter: DNF (Vorläufe) - Zsuzsa Malovecz Speerwurf: 12. Platz - Karolina Szabó Marathon: 13. Platz |

### Moderner Fünfkampf
Männer
- László Fábián
Einzel: 7. Platz
Mannschaft: Gold

- János Martinek
Einzel: Gold 
Mannschaft: Gold

- Attila Mizsér
Einzel: 4. Platz
Mannschaft: Gold

### Radsport
Männer
- Miklós Somogyi
4000 Meter Einerverfolgung: 1. Runde
Punktefahren: 10. Platz

### Rhythmische Sportgymnastik
Frauen
- Nóra Érfalvy
Einzel: 17. Platz

- Andrea Sinkó
Einzel: 6. Platz

### Ringen
Männer
- László Bíró
Fliegengewicht, Freistil: 4. Platz

- Jenő Bódi
Federgewicht, griechisch-römisch: 4. Platz

- László Dvorák
Mittelgewicht, Freistil: 2. Runde

- József Faragó
Halbfliegengewicht, griechisch-römisch: 3. Runde

- Tamás Gáspár
Schwergewicht, griechisch-römisch: 8. Platz

- László Klauz
Superschwergewicht, griechisch-römisch: 5. Platz
Superschwergewicht, Freistil: 4. Runde

- Tibor Komáromi
Mittelgewicht, griechisch-römisch: Silber

- Sándor Major
Halbschwergewicht, griechisch-römisch: 4. Runde

- Béla Nagy
Bantamgewicht, Freistil: 6. Platz

- János Nagy
Weltergewicht, Freistil: 3. Runde

- József Orbán
Federgewicht, Freistil: 2. Runde

- Attila Podolszki
Leichtgewicht, Freistil: 2. Runde

- Attila Repka
Leichtgewicht, griechisch-römisch: 8. Platz

- István Robotka
Schwergewicht, Freistil: 4. Runde

- András Sike
Bantamgewicht, griechisch-römisch: Gold

- János Takács
Weltergewicht, griechisch-römisch: 4. Platz

- Gábor Tóth
Halbschwergewicht, Freistil: 4. Platz

- Csaba Vadász
Fliegengewicht, griechisch-römisch: 3. Runde

### Rudern
| Männer - Ferenc Dózsa, Ferenc Hompóth, Gábor Mitring & Zoltán Molnár Doppelvierer: 10. Platz | Frauen - Erika Bertényi, Ildikó Cserey, Anikó Kapócs & Katalin Sarlós Doppelvierer: 8. Platz |

### Schießen
| Männer - László Balogh Schnellfeuerpistole: 9. Platz - Sándor Bereczky Kleinkaliber, Dreistellungskampf: 32. Platz Kleinkaliber, liegend: 45. Platz - András Doleschall Laufende Scheibe: 5. Platz - Olivér Gáspár Luftgewehr: 9. Platz - Gyula Karácsony Freie Pistole: 6. Platz - Zoltán Kovács Schnellfeuerpistole: Bronze - Zoltán Papanitz Luftpistole: 38. Platz Freie Pistole: 10. Platz - Attila Solti Laufende Scheibe: 6. Platz - Tamás Tóth Luftpistole: 31. Platz - Attila Záhonyi Luftgewehr: 6. Platz Kleinkaliber, Dreistellungskampf: 11. Platz Kleinkaliber, liegend: Bronze | Offene Klasse - Zoltán Bodó Trap: 43. Platz | Frauen - Ágnes Ferencz Luftpistole: 27. Platz Sportpistole: 5. Platz - Éva Fórián Luftgewehr: 12. Platz Kleinkaliber, Dreistellungskampf: 26. Platz - Anna Gönczi Luftpistole: 16. Platz Sportpistole: 28. Platz - Éva Joó Luftgewehr: 11. Platz Kleinkaliber, Dreistellungskampf: 20. Platz |

### Schwimmen
| Männer - Norbert Ágh 200 Meter Freistil: 37. Platz 1500 Meter Freistil: 28. Platz - Mihály Richárd Bodor 100 Meter Freistil: 42. Platz 4 × 100 Meter Lagen: 16. Platz - Tamás Darnyi 200 Meter Rücken: disqualifiziert im Vorlauf 200 Meter Lagen: Gold 400 Meter Lagen: Gold - Tamás Debnár 100 Meter Brust: 5. Platz - Tamás Deutsch 100 Meter Rücken: 28. Platz 200 Meter Rücken: 14. Platz 4 × 100 Meter Lagen: 16. Platz - Károly Güttler 100 Meter Brust: Silber 4 × 100 Meter Lagen: 16. Platz - Valter Kalaus 400 Meter Freistil: 10. Platz 1500 Meter Freistil: 15. Platz 4 × 100 Meter Lagen: 16. Platz - József Szabó 200 Meter Brust: Gold 400 Meter Lagen: 4. Platz - Péter Szabó 200 Meter Brust: 8. Platz 200 Meter Lagen: 23. Platz - Zoltán Szilágyi 200 Meter Freistil: 34. Platz 400 Meter Freistil: 16. Platz | Frauen - Judit Csabai 400 Meter Freistil: 29. Platz 800 Meter Freistil: 23. Platz - Gabriella Csépe 100 Meter Brust: 14. Platz - Krisztina Egerszegi 100 Meter Rücken: Silber 200 Meter Rücken: Gold |

### Segeln
Männer
- Antal Székely
Finn-Dinghy: 18. Platz

- Gyula Nyári & Zsolt Nyári
470er: 23. Platz

### Tennis
Männer
- Gábor Köves & László Markovits
Doppel: Achtelfinale

### Tischtennis
| Männer - Zsolt Harczi Einzel: Gruppenphase - Tibor Klampár Einzel: 4. Platz Doppel: Gruppenphase - Zsolt Kriston Doppel: Gruppenphase | Frauen - Csilla Bátorfi Einzel: Gruppenphase Doppel: 8. Platz - Edit Urbán Einzel: Gruppenphase Doppel: 8. Platz |

### Turnen
| Männer - Zsolt Borkai Einzelmehrkampf: 43. Platz in der Qualifikation Mannschaftsmehrkampf: 6. Platz Boden: 87. Platz in der Qualifikation Pferd: 26. Platz in der Qualifikation Barren: 13. Platz in der Qualifikation Reck: 24. Platz in der Qualifikation Ringe: 48. Platz in der Qualifikation Seitpferd: Gold - Csaba Fajkusz Einzelmehrkampf: 14. Platz Mannschaftsmehrkampf: 6. Platz Boden: 30. Platz in der Qualifikation Pferd: 42. Platz in der Qualifikation Barren: 39. Platz in der Qualifikation Reck: 9. Platz in der Qualifikation Ringe: 21. Platz in der Qualifikation Seitpferd: 22. Platz in der Qualifikation - György Guczoghy Einzelmehrkampf: 8. Platz Mannschaftsmehrkampf: 6. Platz Boden: 19. Platz in der Qualifikation Pferd: 18. Platz in der Qualifikation Barren: 13. Platz in der Qualifikation Reck: 38. Platz in der Qualifikation Ringe: 8. Platz Seitpferd: 15. Platz in der Qualifikation - Zsolt Horváth Einzelmehrkampf: 28. Platz Mannschaftsmehrkampf: 6. Platz Boden: 45. Platz in der Qualifikation Pferd: 26. Platz in der Qualifikation Barren: 44. Platz in der Qualifikation Reck: 38. Platz in der Qualifikation Ringe: 21. Platz in der Qualifikation Seitpferd: 66. Platz in der Qualifikation - Jenő Paprika Einzelmehrkampf: 55. Platz in der Qualifikation Mannschaftsmehrkampf: 6. Platz Boden: 61. Platz in der Qualifikation Pferd: 39. Platz in der Qualifikation Barren: 76. Platz in der Qualifikation Reck: 52. Platz in der Qualifikation Ringe: 56. Platz in der Qualifikation Seitpferd: 40. Platz in der Qualifikation - Balázs Tóth Einzelmehrkampf: 89. Platz in der Qualifikation Mannschaftsmehrkampf: 6. Platz Boden: 79. Platz in der Qualifikation Pferd: 89. Platz in der Qualifikation Barren: 89. Platz in der Qualifikation Reck: 15. Platz in der Qualifikation Ringe: 89. Platz in der Qualifikation Seitpferd: 89. Platz in der Qualifikation | Frauen - Zsuzsa Csisztu Einzelmehrkampf: 47. Platz in der Qualifikation Mannschaftsmehrkampf: 8. Platz Boden: 66. Platz in der Qualifikation Pferd: 38. Platz in der Qualifikation Stufenbarren: 36. Platz in der Qualifikation Schwebebalken: 44. Platz in der Qualifikation - Andrea Ladányi Einzelmehrkampf: 27. Platz Mannschaftsmehrkampf: 8. Platz Boden: 41. Platz in der Qualifikation Pferd: 35. Platz in der Qualifikation Stufenbarren: 19. Platz in der Qualifikation Schwebebalken: 49. Platz in der Qualifikation - Ágnes Miskó Einzelmehrkampf: 87. Platz in der Qualifikation Mannschaftsmehrkampf: 8. Platz Boden: 85. Platz in der Qualifikation Pferd: 88. Platz in der Qualifikation Stufenbarren: 87. Platz in der Qualifikation Schwebebalken: 87. Platz in der Qualifikation - Zsuzsa Miskó Einzelmehrkampf: 56. Platz in der Qualifikation Mannschaftsmehrkampf: 8. Platz Boden: 66. Platz in der Qualifikation Pferd: 49. Platz in der Qualifikation Stufenbarren: 55. Platz in der Qualifikation Schwebebalken: 49. Platz in der Qualifikation - Eszter Óváry Einzelmehrkampf: 19. Platz Mannschaftsmehrkampf: 8. Platz Boden: 27. Platz in der Qualifikation Pferd: 14. Platz in der Qualifikation Stufenbarren: 49. Platz in der Qualifikation Schwebebalken: 44. Platz in der Qualifikation - Beáta Storczer Einzelmehrkampf: 23. Platz Mannschaftsmehrkampf: 8. Platz Boden: 5. Platz Pferd: 27. Platz in der Qualifikation Stufenbarren: 77. Platz in der Qualifikation Schwebebalken: 27. Platz in der Qualifikation |

### Wasserball
Männer
- 5. Platz

- Kader
Gábor Bujka
András Gyöngyösi
Tibor Keszthelyi
Zoltán Kósz
Péter Kuna
Zoltán Mohi
Tibor Pardi
Zsolt Petőváry
István Pintér
Gábor Schmiedt
Imre Tóth
László Tóth
Balázs Vincze

### Wasserspringen
Frauen
- Ágnes Gerlach
Kunstspringen: 25. Platz in der Qualifikation

- Katalin Haász
Kunstspringen: 22. Platz in der Qualifikation

- Ildikó Kelemen-Kovács
Turmspringen: 11. Platz